# 1996年梅竹賽
民國85年（1996年）丙子梅竹賽為第二十八屆國立清華大學與國立交通大學之間的梅竹賽，於該年3月15日至3月17日舉行。本屆賽事由國立清華大學主辦，國立交通大學協辦。賽事結果，兩校以5比5平手。
本屆梅竹賽適逢交大百年校慶，熱鬧非凡。為配合丙子梅竹，梅竹後援會與交大幼幼社於3月13日聯合舉辦「梅竹熱血」捐血活動，當日約有450位參與捐血。甫於1996年成立的交大電台與1994年成立的清華電台，也對於賽事進行直播。

## 賽事結果

### 正式賽
| 項目   | 比賽日期      | 勝隊 | 備註           |
| ------ | ------------- | ---- | -------------- |
| 桌球   | 1996年3月15日 | 清大 | 4：0，清大勝   |
| 羽球   | 1996年3月15日 | 交大 | 3：2，交大勝   |
| 橋藝   | 1996年3月16日 | 清大 |                |
| 棋藝   | 1996年3月16日 | 交大 | 7：5，交大勝   |
| 網球   | 1996年3月16日 | 交大 | 3：2，交大勝   |
| 棒球   | 1996年3月16日 | 清大 | 11：6，清大勝  |
| 女籃   | 1996年3月16日 | 交大 | 45：29，交大勝 |
| 男籃   | 1996年3月16日 | 清大 | 67：64，清大勝 |
| 足球   | 1996年3月17日 |      | 1：1，和局     |
| 男排   | 1996年3月17日 | 交大 | 3：0，交大勝   |
| 女排   | 1996年3月17日 | 清大 | 3：1，清大勝   |
| 總錦標 |               |      | 兩校以5：5平手 |